# Saint-Genest-de-Contest
Saint-Genest-de-Contest è un comune francese di 249 abitanti situato nel dipartimento del Tarn nella regione dell'Occitania.

## Società

### Evoluzione demografica
Abitanti censiti